# قلعة المدورة
قلعة المدوَّرة، أو قلعة جغيمان، هي قلعة صحراوية تقع بالقرب من قرية المدوَّرة الأردنية قبالة الحدود السعوديّة. تبعد عن عمان حوالي 350 كيلومتر وعن الحدود الأردنية-السعودية حوالي 15 كيلوميتر. استخدمت في العصرين المملوكي والعثماني كمحطة لقوافل الحج وكانت آخر محطات الحج الشامي قبل بداية السهل الرملي بشمال الحجاز.

## التاريخ
أول بناء لهذه القلعة كان بفترة الأمير العربي سلامة بن فواز بن راشد المفارجة اللامي الطائي، زعيم القبائل العربية في المنطقة التي هي الآن الأردن، بسنة 1495 أي بأواخر حكم المماليك لجنوب بلاد الشام. وكان سلامة بن فواز زعيماً لقبائل لام وبني عقبة وغيرها التي سكنت البادية بتلك الفترة. وكانت القبائل العربية، ومنذ عصور سابقة، تعنى بحماية قوافل الحج الشامي والمصري التي تعبر مناطقها.
غاب ذكر القلعة في المصادر إلى أن أعاد العثمانيون بنائها بفترة حكم أيدلني عبد الله باشا، والي دمشق (1142 - 1145 هـ / 1730- 1733م). وورد ذكرها باسم قلعة جغيفان، وهو الاسم المعروف عند البدو إلى الآن، وقلعة: قلعة مُديفيره (بالعثمانية التركية).

## البناء
تتخذ القلعة شكلاً مربعاً بأضلاعِ طولها 19 م، وأقصى ارتفاع للجدران هو 9م. بزوايا القلعة الأربع، تم إنشاء دعامات على ارتفاع متر واحد فوق الأرضية بُني فوقها أبراج صغيرة. في جدرانها فتحات صغيرة منتظمة على صفين، وعلى أسوارها الشمالية والغربية شرفات مدرجة. وتجدر الإشارة إلى أن أسوارها مبنية من نوعين من الحجارة تختلف فيها الأجزاء العليا عن الأجزاء السفلى مما يعكس على الأقل فترتين تم بهما إعادة البناء ربما هما الفرق بين البناء الأول بعهد الزعيم الجغيفان والثاني على يد العثمانيين. يتم الدخول إلى القلعة عبر بوابة مستطيلة تؤدي إلى ممر مسقوف بقبو برميلي يطل على ساحة مركزية أبعادها  8 X 8 م. تعلو البوابة سقاطة كبيرة تبرز عن سمت السور الشرقي، وتبلغ أبعادها 5.50 X 2.50 م. للسقاطة نافذة أمامية وفتحة ضيقة في كل من الجانبين. يحيط بالساحة المركزية طابقان يتألف كل واحد منهما من تسع غرف مغطاه بأقبية برميلية. وكان الصعود إلى الطابق العلوي يتم بواسطة سلمين حجريين أقيما في جانبي الممر. ومن ملحقاتها بركة ماء وطريق معبّد.